# Nordwestprovinz (Sri Lanka)
Koordinaten: 7° 29′ N, 80° 22′ O
Die Nordwestprovinz (auch Wayamba, singhales. වයඹ පලාත) ist eine Provinz Sri Lankas. Die Hauptstadt ist Kurunegala. Sie besteht aus den Verwaltungsdistrikten Kurunegala und Puttalam. Die Provinz umfasst 7888 km² an Fläche und hat 2.184.136 Einwohner (2005).
Ein westlicher Küstenstreifen der Provinz wurde von den Tamil Tigers als Teil von Tamil Eelam beansprucht. Die Provinz ist vor allem für ihre zahlreichen Kokosnussplantagen bekannt.
Weitere wichtige Städte der Provinz sind die Fischereihäfen Chilaw (24.712 Einwohner) und Puttalam (45.661 Einwohner).
Der Großteil der Bevölkerung sind Singhalesen, viele der Küstenbewohner sprechen aber auch Tamil. Daneben gibt es auch eine relativ große Anzahl von Moors um Puttalam.
Fischerei und Krabbenzucht sind neben Kokosnuss- und Kautschukplantagen die wichtigsten Wirtschaftszweige der Region.
Das Klima ist tropisch, mit einer Trockenzeit und Temperaturen zwischen 25° im Januar und 28 °C im März. Der Süden der Provinz ist feuchter und hat fast 2000 mm Niederschlag pro Jahr. Der Norden gehört mit weniger als 1000 mm Jahresniederschlag zu den trockensten Regionen Sri Lankas.